# Nurjahan Murshid
Nurjahan Murshid, född 1924, död 2003, var en bangladeshisk politiker.
Hon blev 1973 den första kvinnan i sitt lands parlament. 